# Sirene (boek)
Sirene is het vijfde boek in de reeks van Septimus Heap, geschreven door Angie Sage. Na het einde van Queeste (het vierde boek), zijn er twee dagen verstreken. Sirene volgt Queeste dan ook meteen op. Dit vijfde deel is verschenen in november 2011.

## Korte inhoud
Het is gelukt: Nicko en Snorri zijn terug in hun eigen tijd. Het heeft Septimus, Jenna en Beetle heel wat moeite gekost. En nu blijkt dat de hel nog verder gaat...
Wanneer Septimus op Brandneus naar de Handelspost trekt om zijn vrienden terug te halen, gaat alles goed. Maar op de terugreis komen ze in een noodweer terecht, en zien Septimus en de zijnen zich verplicht om te bivakkeren op Sirene, een van de Sirene-eilanden in de oceaan. Algauw blijkt dat er een aantal dingen niet pluis zijn. Septimus heeft het gevoel dat iets of iemand hem gadeslaat. Bovendien hoort hij hoe iemand steeds zijn naam roept - maar het eiland lijkt wel verlaten. En bovendien, hoe zou iemand die hier woont hem kunnen kennen? Het lijkt erop dat Septimus, Jenna en Beetle nog niet genoeg Duysters meegemaakt hebben...
Ook Woudjong en Lucy Gringe zitten op zee. Nadat ze eerst elkaar zijn tegengekomen, hebben ze een onfortuinlijke ontmoeting gehad, met een stelletje ruige zeemannen. Nu zitten de zeemannen met hen opgescheept - en zij met de zeemannen.
En dan is er Milo Banda. Die doet ook wel vreemd, vinden Nicko en Snorri, die op zijn schip zitten - ook op zee. Wat vervoert de vader van Jenna in 's hemelsnaam in het ruim? Wat zit er in die vreemde kist.

## Nieuwe personages
- Syrah Syara: Leerling Buitengewone Toverkunsten van 500 jaar geleden. Septimus kent haar vanwege haar Leerlingschap toen hij bij Marcellus werkte. Ze ging verloren op de Queeste. Ze bleek bezeten te zijn door de kwaadaardige Sirene, waardoor ze 500 jaar lang leefde.

Magiek (2005) · Vlught (2006) · Elixer (2007) · Queeste (2008) · Sirene (2009) · Duyster (2011) · Vuer (2013)

Lijst van personages